# Princ Louis z Walesu
Princ Louis z Walesu (Louis Arthur Charles, česky Ludvík Artur Karel; * 23. dubna 2018) je člen britské královské rodiny. Je třetím a nejmladším dítětem a druhým synem Williama, prince z Walesu, a Catherine, princezny z Walesu. Je čtvrtý v linii následnictví na britský trůn.

## Narození a rodina
Princ Louis, třetí dítě prince a princezny z Walesu, se narodil 23. dubna 2018 v 11:01 BST (12:01 CET). Dne 24. dubna se ozvaly výstřely z londýnského Toweru a Hyde Parku a zvonění ve Westminsterském opatství, aby oslavily narození královského dítěte. Dne 27. dubna 2018 bylo oznámeno, že dítě dostalo jméno Louis Arthur Charles, křestní jméno a příjmení, které ctí jeho pra-pra-pra-strýce z otcovy strany, Louise Mountbattena, 1. hraběte Mountbattena z Barmy, a jeho dědečka z otcovy strany Karla III.

## Křtiny
Dne 9. července 2018 byl princ Louis pokřtěn arcibiskupem z Canterbury, Justinem Welbym, v královské kapli v St James's Palace za použití vody z řeky Jordán v souladu s tradicí.  Louisovi kmotři jsou Nicholas van Cutsem, Guy Pelly, Harry Aubrey-Fletcher, lady Laura Meade, Hannah Gillingham Carter a Lucy Middleton. Louis měl na sobě repliku královské křestní róby, vytvořenou v roce 2008 podle róby z roku 1841, která byla vyrobena pro nejstarší dceru královny Viktorie princeznu Viktorii a používala se pro každé královské křtiny, dokud nebyla v roce 2004 uschována, aby se nezničila.

## Vzdělávání
Louis zahájil vzdělávání v mateřské škole Willcocks, poblíž domu jeho rodiny v Kensingtonském paláci, v dubnu 2021. On a jeho sourozenci začali v září 2022 navštěvovat nezávislou přípravnou školu s názvem Lambrook.

## Oficiální vystoupení
Louis se poprvé veřejně objevil 8. června 2019 na balkóně Buckinghamského paláce během Trooping the Color. V březnu 2020 se připojil ke svým sourozencům Georgovi a Charlotte v online videu, aby zatleskal klíčovým pracovníkům během pandemie koronaviru. V září 2020 se děti setkaly s Davidem Attenboroughem; Kensingtonský palác následně zveřejnil video, ve kterém kladly Attenboroughovi otázky týkající se ochrany životního prostředí. V prosinci 2020 provedli své první vystoupení na červeném koberci, když doprovázeli jejich rodiče v londýnském palladiu, při představení pantomimy, které se konalo jako poděkování klíčovým pracovníkům za jejich úsilí během pandemie.

## Tituly, oslovení a nástupnictví
- 23. dubna 2018 – 8. září 2022: Jeho královská Výsost princ Louis z Cambridge
- 8. září 2022 – 9. září 2022: Jeho královská Výsost princ Louis z Cornwallu a Cambridge
- od 9. září 2022: Jeho královská Výsost princ Louis z Walesu[19]

Princ Louis je čtvrtý v linii následnictví britského trůnu, za svým otcem a staršími sourozenci, princem George a princeznou Charlotte. Poté, co vstoupila v platnost Perthská dohoda, která nahradila patrilineární primogenituru absolutní primogeniturou, je prvním britským princem, který byl zařazen za starší sestru v linii následnictví.